# The Red Skelton Show

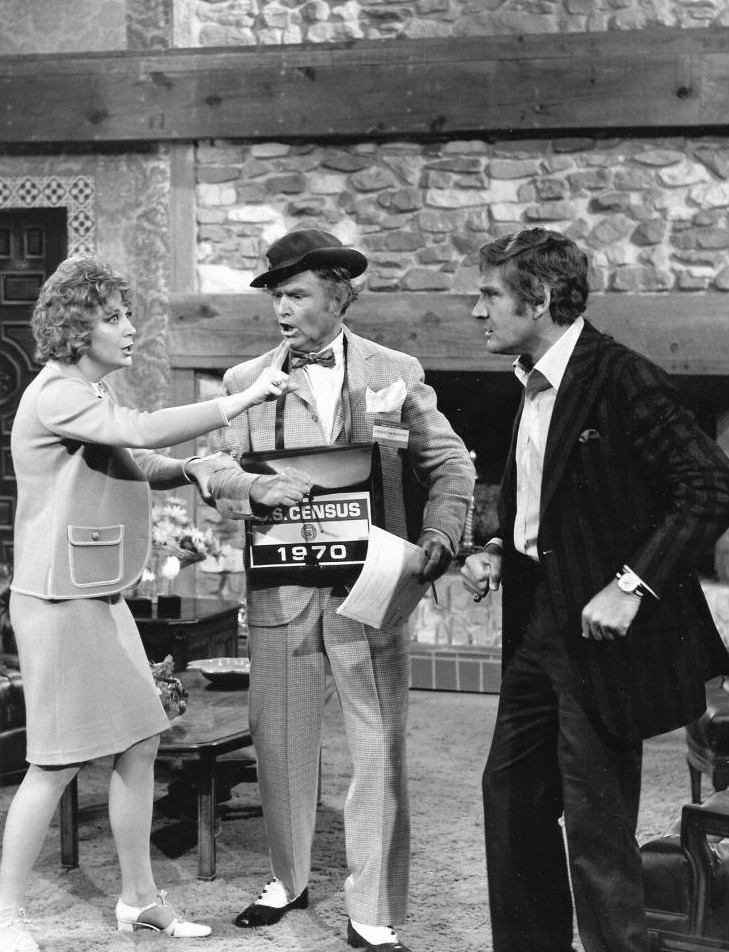
Laara Lacey et Gene Barry dans The Red Skelton Show (1970)

The Red Skelton Show est une émission de variétés et de comédie américaine incontournable pendant plusieurs décennies, du début des années 1950 au début des années 1970. Cette émission a été deuxième au Gunsmoke (1955-1975) et troisième au The Ed Sullivan Show (1948–1971) dans les sondages de l'époque. Red Skelton, qui était une star à la radio, était apparu dans plusieurs films également. Bien que sa série télévisée soit grandement associée à la chaîne CBS, où elle fut diffusée pendant plus de 15 ans, elle débuta et se termina en fait sur NBC. Pendant sa diffusion, la série reçu trois Emmy Awards.

## Les origines: les années 1950
L'émission de télévision de Skelton commença au début de l'automne 1951 sur NBC. Après deus saisons de diffusion le dimanche soir, le programme passa sur CBS à l'automne 1953 et fut diffusé le mardi soir, plage horaire à laquelle il sera attaché la majeure partie de sa diffusion. Après sa 1re saison sur CBS, l'émission fut déplacé au mercredi soir et étendue à une heure pendant l'été 1954; elle fut ensuite réduite à une demi-heure pendant un temps, puis à nouveau rallongée et repassant au mardi soir, où elle restera pendant 16 ans.

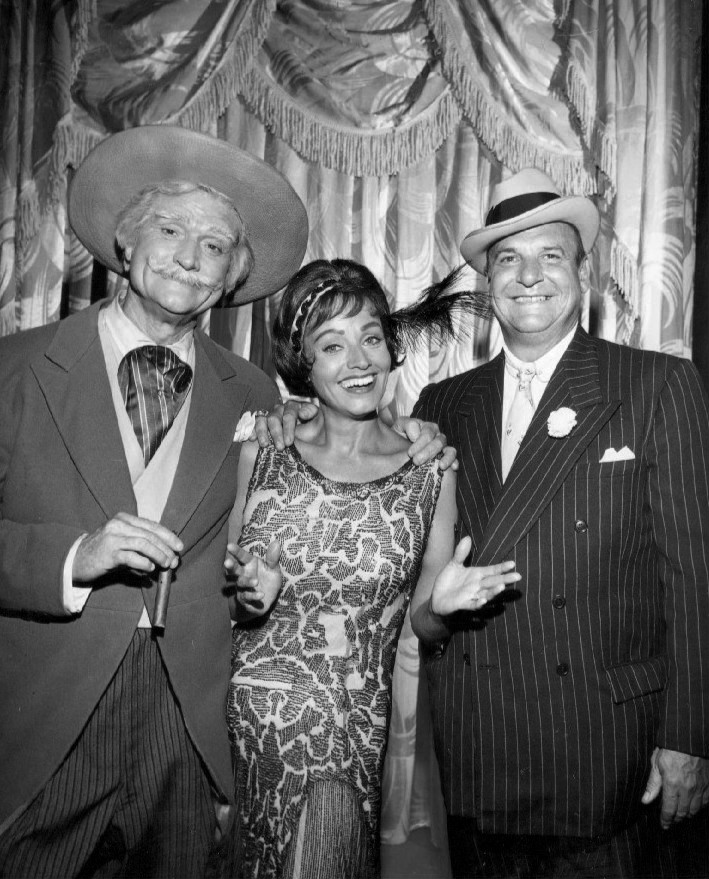
Red Skelton, Kay Starr et Jackie Coogan en 1962 dans The Red Skelton Show

L'émission fut produite dans les studios de CBS Television City à Hollywood, et des années 1950 aux années 1960, était diffusée en couleur. Pendant cette période, l'émission fut une des rares à passer en couleur sur CBS. CBS avait développé un système de couleur électromagnétique différent de celui développé par RCA, ce dernier qui devint le système principal pour NTSC television, CBS adopta tardivement le système rival. Skelton appréciait beaucoup son image en couleur, CBS diffusa l'émission en couleur grâce à lui. Bien que visionnaire, le projet de la couleur était prématuré et quand il échoua, CBS acheta des équipements à Skelton en guise de renouvellement de contrat.

## Format des années 1960
En 1963, l'émission fut rallongée à une heure et resta à ce format pendant toute sa diffusion sur CBS. La structure de l'émission durant cette période était très simple.

### Le monologue d'ouverture
Skelton commençait par un monologue. Le monologue était dit par un personnage humoristique.
On retrouvait parmi les personnages récurrents « George Appleby », un mari cocufié en permanence, et « Gertrude » et « Heathcliff », les deux mouettes loucheuses.

### Les stars invitées
Puis s'ensuivait une séquence avec une star invitée, souvent un chanteur. L'accompagnement musical était généralement interprété par l'orchestre de l'émission et dirigé par David Rose, le plus connu de l'équipe. Il était également le compositeur du morceau thème de l'émission, Holiday for Strings. L'invité apparaissait ensuite en compagnie de Skelton dans un sketch humoristique.
Parmi les invités les plus connus, on compte des acteurs de western comme Amanda Blake et Roscoe Ates qui joua un sheriff en 1961 dans l'épisode Candid Clem. The Rolling Stones qui à l'époque faisaient leurs débuts télévisés en 1965 dans l'émission. La même année, Skelton dirigeait la nouvelle sitcom de Walter Brennan The Tycoon sur ABC, et ce pendant 32 épisodes.

## La carrière TV de Skelton
Skelton continua de faire des apparitions pendant de nombreuses années, de plus en plus avec une recherche de nostalgie, mais n'a plus été programmé à la télévision. Il fut récompensé par l'Académie des arts et sciences de la télévision en 1986.

## Récompenses
| Year | Award              | Result | Category                   | Recipient                                                                 |
| ---- | ------------------ | ------ | -------------------------- | ------------------------------------------------------------------------- |
| 1952 | Emmy Award         | gagné  | Meilleure série d'humour   | -                                                                         |
| 1961 | Emmy Award         | gagné  | scénario de comédie        | Dave O'Brien, Martin Ragaway, Sherwood Schwartz, Al Schwartz, Red Skelton |
| 1959 | Golden Globe Award | gagné  | meilleure émission de télé | -                                                                         |

## Source
- (en) Cet article est partiellement ou en totalité issu de l’article de Wikipédia en anglais intitulé « The Red Skelton Show » (voir la liste des auteurs).